# مهدي مانع
مهدي بن علي بن مانع بن درويش المحاويلي الشهير بـمانع أو المانع (1896 - 1937) كاتب وشاعر عراقي. ولد في النجف وتربّى في حجر أبيه ينهل من علوم الدين والأدب فبرع فيهما، واتّصل بكبار العلماء والأدباء، وغدا منزله منتدى أدبيًا يرتاده صفوة المثقّفين والفضلاء. تميّز برهافة الحس، ورقة الطبع والأريحيّة. ترك شعرًا حسنًا وكتابًا سمّاه الكشكول ومؤلفات في الفقه.

## سيرته
هو مهدي بن علي بن مانع بن درويش المحاويلي. ولد في مدينة النجف سنة 1314 هـ/ 1896 م ونشأ بها في بيئة ميسورة، ودرس المقدمات، وتوجه نحو الأدب، واتصل بمجموعة من الأدباء والشعراء في مدينة النجف، منهم محمود الحبوبي وسعيد الحكيم وعلي ثامر. كان من أسرة ميسورة وفرت له أسباب العيش.

نشط في العمل الثقافي والاجتماعي فجعل من داره منتدى لأرباب الفضل والأدب، وكان رقيق الطبع قليل الكلام.

توفي سنة 1356 هـ/ 1937 م في مسقط رأسه.

## شعره
له قصائد وردت ضمن كتاب شعراء الغري، وله منظومات وتشاطير وتخاميس، وبعض مقاطع متفرقة مخطوطة. ذكره عبد العزيز البابطين في معجمه وقال "المتاح من شعره قليل نادر، نظمه في الأغراض التقليدية: منها المدح والرثاء والوصف والغزل، كما نظم في المراسلات، وشطرّ القصائد، وخمسّ بعضها. التزم وحدتي القافية والبيت، وجاءت لغته وصوره على المألوف في الشعر العربي القديم. ارتبط شعره بالمناسبات فجاءت معانيه قليلة، وطعّم قصائده ببعض التضمينات. في غزله عفّة وإشادة بالجمال وتعلق بالمثال."

## مؤلفاته
له كتاب سماه الكشكول وهو مختارات من كتب عديدة.